# Нападение на Датч-Харбор
Нападение на Датч-Харбор (англ. Battle of Dutch Harbor) — одно из боевых столкновений в ходе Тихоокеанской кампании во время Второй мировой войны, произошедшее 3—5 июня 1942 года близ острова Амакнак, к западу от Аляски.

## Предыстория
Перед атакой на Мидуэй японским командованием была запланирована отвлекающая акция. Целью была выбрана американская военно-морская база Датч-Харбор на Алеутских островах, близ побережья Аляски. Для этого соединение кораблей под командованием контр-адмирала Какута в составе авианосцев «Рюдзё» и «Дзюнъё», двух крейсеров и трёх эсминцев вышло с острова Хонсю. Адмирал Хосогая с соединением поддержки находился возле Парамушира. В море также вышли соединения, которым предстояло захватывать острова Атту и Кыска.

## Бой
3 июня Какута, находясь в 180 милях юго-западнее Датч-Харбора, поднял в воздух свою авиагруппу. Из-за плохой погоды, затруднявшей видимость, многие самолёты, не найдя цель в тумане, просто вернулись на авианосцы. Однако, 12 самолётов из 42 всё же достигли цели в 8:08. Были подожжены несколько резервуаров с горючим, повреждены госпиталь и казармы. Один бомбардировщик был сбит зенитным огнём.
После налёта американцы немедленно начали поиск японских кораблей, однако не смогли их найти.
В тот же день Какута выслал самолёты для удара по бухте Макушин, где, по рапортам вернувшихся пилотов, находились несколько американских эсминцев. Однако из-за плохой погоды авиагруппа вернулась, не достигнув цели и потеряв один самолёт на обратном пути из-за атаки истребителей.
5 июня Датч-Харбор вновь подвергся авиаудару. На этот раз самолётов было больше и сам налёт был лучше организован. Хранилище горючего было окончательно разрушено, несколько кораблей в гавани получили повреждения. Один истребитель был сбит. В то же самое время японское соединение кораблей было обнаружено с воздуха и подвергнуто бомбардировке, которая, впрочем, не принесла результатов.

Схема передвижений японских и американских сил 4 июня 1942 года в ходе рейда на Датч-Харбор

В тот же день операция была отложена и соединение прекратило боевые действия. Корабли оставались в алеутских водах до 24 июня, а затем вернулись домой.

## Итоги
Несмотря на значительные разрушения американской военной базы и соотношение потерь в пользу японцев, стратегической цели — отвлечь американцев от Мидуэя — они не достигли. К тому времени американские криптологи раскрыли японский военный шифр и американскому командованию были известны планы японцев.
После захвата и оккупации японскими войсками островов Атту и Кыска было принято решение эвакуировать мирное население с островов Амакнак и Уналашка на материк.